# Sumur Dalam
Sumur Dalam is een bestuurslaag in het regentschap Probolinggo van de provincie Oost-Java, Indonesië. Sumur Dalam telt 2240 inwoners (volkstelling 2010).